# بال گروند (جورجیا)
بال گروند، جورجیا (به انگلیسی: Ball Ground, Georgia) یک شهر در ایالات متحده آمریکا با جمعیت ۱٬۴۳۳ نفر است که در جورجیا واقع شده‌است.

## موقعیت جغرافیایی
موقعیت جغرافیایی شهرها و مناطق اطراف به شرح زیر است: